# Directive sur l'efficacité énergétique
La directive 2012/27/UE sur l'efficacité énergétique ou DEE est une directive européenne de 2012, qui est un des éléments du "paquet changement climatique ou 3X20 ou  20/20/20 décidé en 2007. 
Ce texte fixe des objectifs globaux, « indicatifs » et non contraignants d'efficacité énergétique pour l'Europe qui doit globalement limiter sa consommation énergétique à 1474 Mtep d'énergie primaire et/ou 1078 Mtep d'énergie finale avant 2020.
Son application devrait générer des emplois et des filières économiques susceptibles d'être en quelque sorte financés par les économies d'énergie permises par l'efficience énergétique (le rapporteur du texte et son principal négociateur, Claude Turmes estime que cette directive « stimulera l'économie européenne et permettra la création de millions d'emplois ». 40 à 50 milliards d'euros sont estimés nécessaires à la mise en œuvre de la directive. Selon le RAC, la directive a été si affaiblie qu'elle ne « permettra d'atteindre qu’un objectif de 15 % d’efficacité énergétique en 2020 ; soit seulement les trois quarts de l’objectif.  Les économies d’énergie sont un ingrédient incontournable de la lutte contre les changements climatiques ; moins d’ambition sur ce point signifient aussi un affaiblissement des réductions des émissions. Pourtant atteindre l’objectif de 20 % permettrait de réduire les émissions européennes de 740 millions de tonnes (soit -13 % par rapport à 1990), de créer jusqu’à 2 millions de nouveaux emplois et de réduire la facture énergétique européenne de 200 milliards d’euros par an ».

## Enjeux
Ils sont à la fois climatiques, environnementaux, sociaux et économiques, en faveur d'un économie verte et d'un moindre gaspillage des ressources énergétiques et d'une moindre consommation d'énergies fossiles au profit d'énergies renouvelables.

Il s'agit aussi de remplir les engagements signés à Rio et à Kyoto, par les États-membres, avec l'aide de l'Europe.

## Histoire législative
Depuis les sommets de Rio puis de Kyoto, l'Europe se veut être active dans le domaine de la lutte contre le dérèglement climatique et pour l'adaptation au changement climatique. 
- le 11 septembre, le projet de directive, bien que considéré comme l'un des textes les « plus complexes » produits par l'Europe, est voté par le Parlement européen réuni en session plénière, à une très large majorité[1].
- Le Conseil de l'Europe subit ensuite des négociations difficiles, dont de la part des négociateurs français de l'époque qui ont poussé à « exclure du calcul des émissions de quotas les secteurs du transport et celui des industries couvertes par le système communautaire d’échanges de quotas »[5]. Ces négociations difficiles ont finalement conduit à une réduction des ambitions du texte, validé par un accord en juin 2012[1], en dépit du soutien des Régions françaises à l'objectif du 3x20 et du facteur 4[5]. Ces Régions insistant aussi sur la nécessité d'exprimer l’objectif de 20 % d’efficacité énergétique  en énergie primaire, notant que « c’est, en effet, au sein du paquet connu sous le nom de « 3×20 » le seul objectif à ne pas l’être, contrairement aux 20 % de réduction des émissions de gaz à effet de serre et aux 20 % d’énergies renouvelables en 2020 »[5].
- le contexte de la crise économique de 2008 met en péril son volet financier[1]
- le texte, moins ambitieux[6] que dans ses versions initiales à la suite d'un compromis fait en juin 2012 est finalement validé et voté en octobre 2012 sous l'égide du commissaire à l'énergie, Günther Oettinger, et malgré une opposition de l'Espagne et du Portugal (en situation de crise économique) et une abstention de la Finlande[1].

### Refonte de 2022
En 2022, une refonte est envisagée.
Avec la refonte, le texte précise que la directive sert à promouvoir l’efficacité énergétique dans l’Union européenne pour réaliser l’objectif contraignant de l’Union relatif à l’efficacité énergétique et de nouvelles améliorations pour contribuer à l’accord de Paris et à la sécurité de l’approvisionnement énergétique de l’Union par la réduction de sa dépendance à l’égard des importations d’énergie, notamment de combustibles fossiles, tout en transformant les relations de l’Union avec les pays tiers partenaires dans le domaine de l’énergie pour parvenir à la neutralité climatique.
Elle concerne la priorité dans tous les secteurs, et doit aider à surmonter les défaillances du marché qui nuisent à l’efficacité au niveau de l’approvisionnement énergétique et du transport, du stockage et de l’utilisation de l’énergie avec des contributions contraignantes d'ici 2030.
Ainsi, l'objectif collectif des États membres est de réduire la consommation d’énergie d’au moins 40 % en ce qui concerne la consommation d’énergie finale et d’au moins 42,5 % en ce qui concerne la consommation d’énergie primaire en 2030 par rapport aux projections du scénario de référence de 2007, afin que la consommation finale d’énergie de l’Union ne dépasse pas 740 Mtep et que la consommation d’énergie primaire de l’Union ne dépasse pas 960 Mtep en 2030.

## Contenu
Chaque État-membre doit subsidiairement proposer et mettre en place des mesures contraignantes flexibles et se fixer un objectif  d'efficacité énergétique pour le pays. 

## Objectifs
Il y a obligation de résultat mais non de moyens. Les moyens d'atteindre leurs objectifs sont choisis par l'État-membre. L'objectif global obligatoire de 20 % d'économies d'énergie pour l'UE doit être atteint en 2020 ou plus tôt si possible. 

## Nouveautés
Par rapport aux textes antérieurs, 
- les entreprises énergétiques doivent produire un montant d'économies d'énergies cumulées équivalent à 1,5 % par an au moins de la quantité d'énergie qu'elles vendent aux industriels et particuliers ;
- 3 % des bâtiments publics « possédés et occupés par des gouvernements centraux » doivent faire l'objet d'une rénovation énergétique ;
- chaque État membre doit se faire "une feuille de route" permettant au secteur du bâtiment de développer l'efficacité énergétique avant 2050, y compris pour les bâtiments commerciaux, publics et privés ;
- La directive donne des règles plus précises concernent l'audit énergétique, la gestion énergétique des grandes entreprises, les analyses coût-bénéfice, la production combinée de chaleur et d'électricité (PCCE) et les marchés publics.

## Mise en œuvre
- La première action demandée aux États-membres est de traduire dans un document écrit leurs objectifs indicatifs nationaux avant avril 2013 ; 
Si les objectifs d'un État sont jugés insuffisants par la Commission, celui-ci devra proposer un nouveau plan, plus crédible, ou il sera exposé à une amende[1] ;
- Un an après l'entrée en vigueur de la Directive, un système d'évaluation rendra compte des efforts faits, notamment en matière d'efficacité énergétique[1] ;
- Avant fin 2015, chaque État aura évalué le potentiel du pays en matière de chauffage urbain et de cogénération[1] ;
- Début 2014, la Commission fera le point et un rapport sur les progrès faits ; elle déterminera si des mesures supplémentaires sont nécessaires[1]. Les États membres devront alors respecter les dispositions de la directive dans les 18 mois à compter de son entrée en vigueur (printemps 2014 a priori)[6].

Alors que la directive est entrée en vigueur le 4 décembre 2012 et que les États avaient jusqu'au 5 juin 2014 pour la transposer dans leur législation nationale, seuls quatre États membres sur 28 l'avaient fait : l'Italie, la Suède, Chypre et Malte ; la Commission européenne a adressé des lettres de mise en demeure le 22 juillet aux 24 États en infraction ; seul le Danemark s'est plié à cette injonction. La Commission a donc lancé des procédures d'infraction contre les 24 retardataires : ils ont deux mois, jusqu'au 22 septembre 2014, pour se mettre en conformité, sinon la Commission pourra saisir la Cour européenne de Justice pour imposer des sanctions.

## Champs d'applications
Ce sont tous les secteurs concernés par la production, le transport et les économies d'énergies.

## Actes liés
- Directive 2006/32/CE: cette directive indique que la certification sur la performance énergétique des bâtiments est réputée équivalente à un audit énergétique destiné aux micro, petites et moyennes entreprises.

En outre, cette certification est de nature équivalente à un audit énergétique avec les recommandations qui en découlent en matière de rentabilité.
- Directive 2005/32/CE: établissant un cadre pour la fixation d'exigences en matière d'écoconception applicables aux produits consommateurs d'énergie.

## échec et difficultés
Les États ont augmenté leur consommation d'énergie alors qu'ils s'étaient engagés à la réduire.